# Dubai Marina

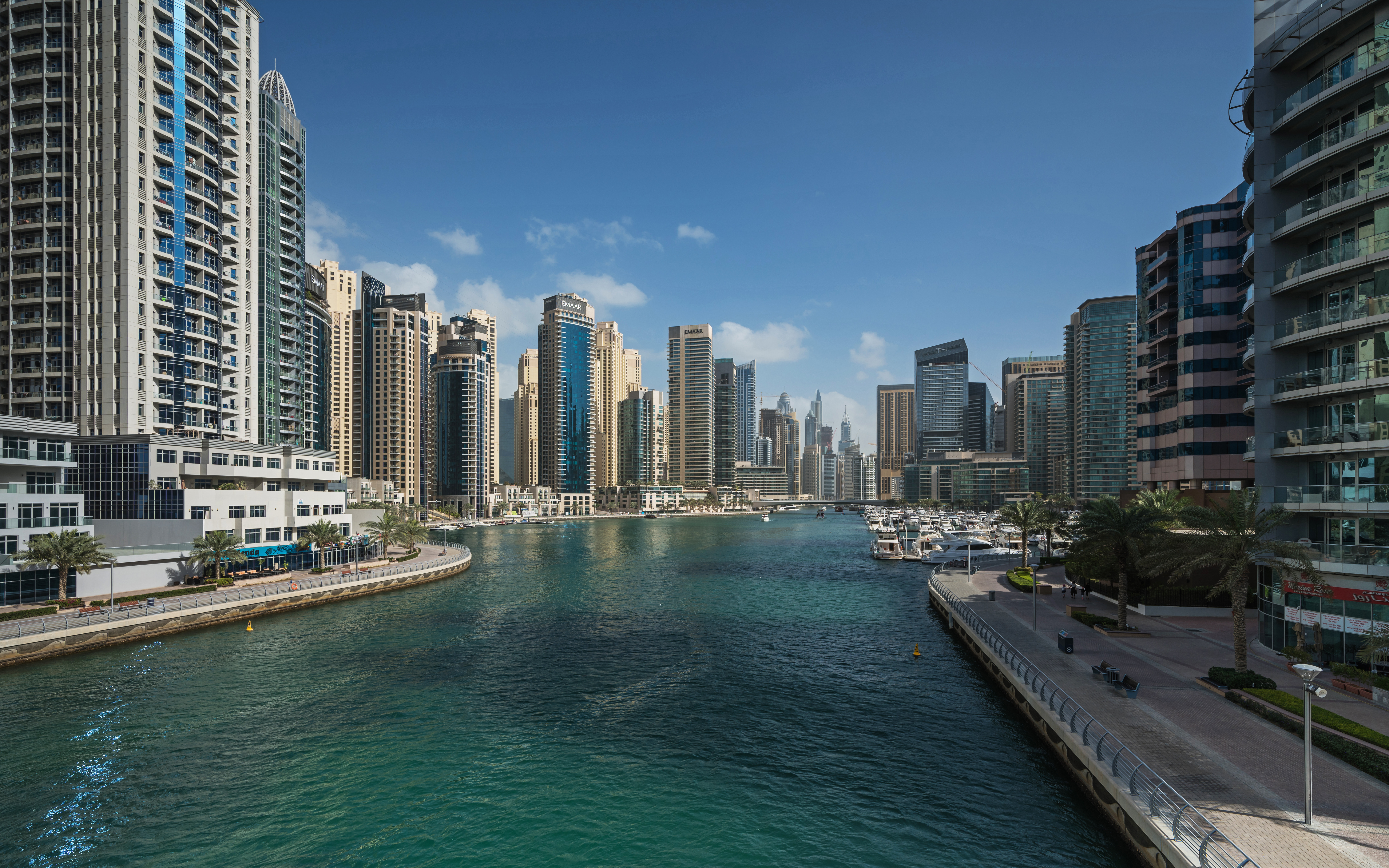
Dubai Marina

Dubai Marina, anche conosciuta come Marsa Dubai, è un distretto nel cuore di quella che viene indicata come Nuova Dubai, che si trova nella città omonima, negli Emirati Arabi Uniti.

## Sviluppo
Dubai Marina, come altri distretti recentemente edificati a Dubai, è stata letteralmente creata dal nulla dalla mano dell'uomo ed è stata realizzata dalla Emaar Properties, una real estate degli Emirati Arabi.
È composta da una serie di edifici residenziali, tra i quali anche alcuni grattacieli, come l'Al Seef Tower o il Tamani Hotel Marina, che sono stati ultimati nel 2006, che formano un nuovo quartiere capace di ospitare più di 120 000 abitanti.
Dubai Marina consente a Dubai di piazzarsi al quarto posto nella classifica delle città al mondo con più grattacieli, preceduta da Hong Kong, New York e Tokyo. Da molti è considerata una delle città con uno skyline "impressionante", al pari di New York, Shanghai, Chicago e Hong Kong.

## Trasporti

### Metropolitana di Dubai
Dubai Marina è stato collegato attraverso la linea rossa della metropolitana di Dubai verso gli altri luoghi di Dubai. Dubai Marina (Arabic: مرسى دبي) è una stazione sulla linea rossa della metropolitana di Dubai.

## Galleria d'immagini

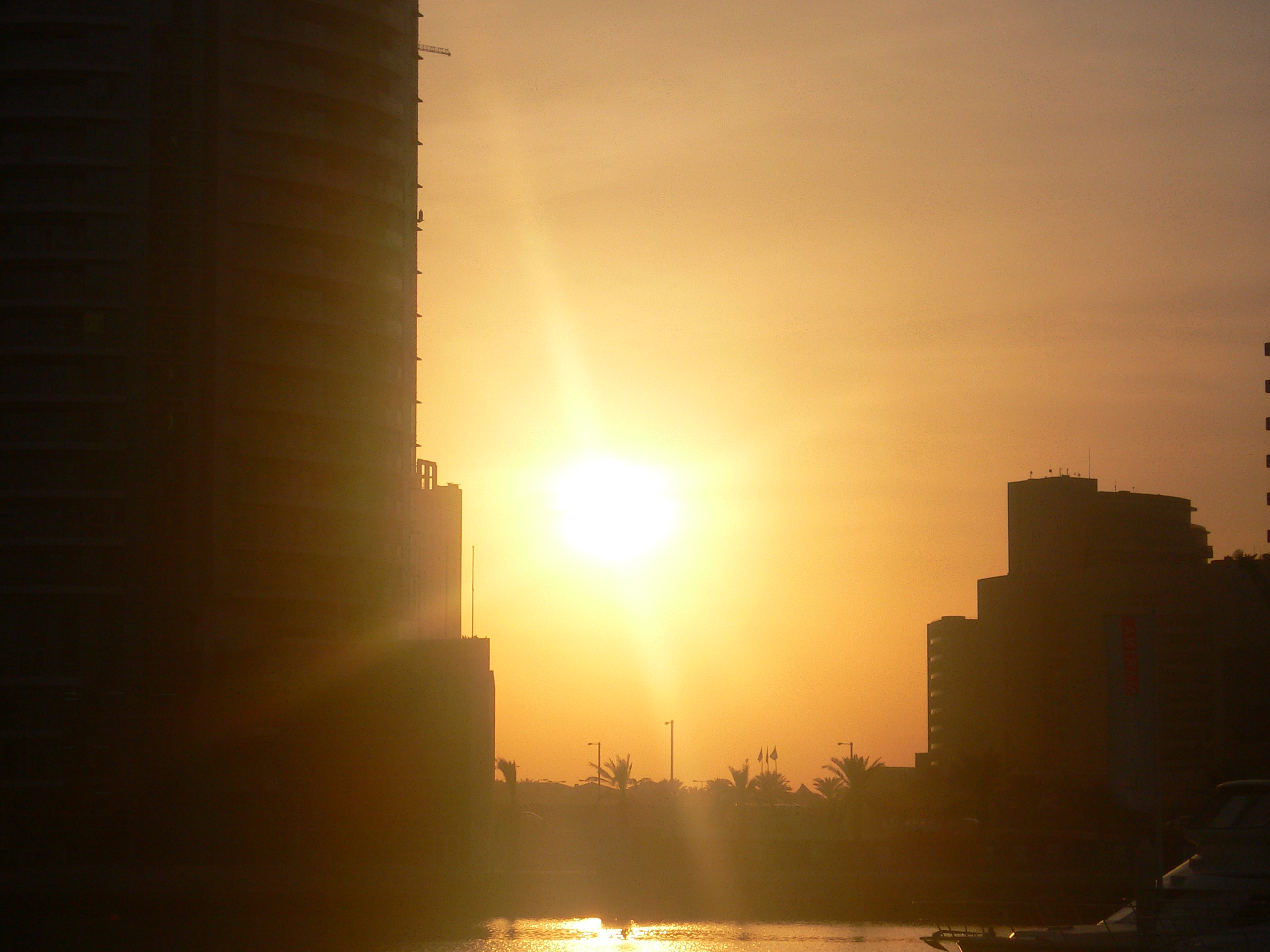
Tramonto a Dubai Marina.
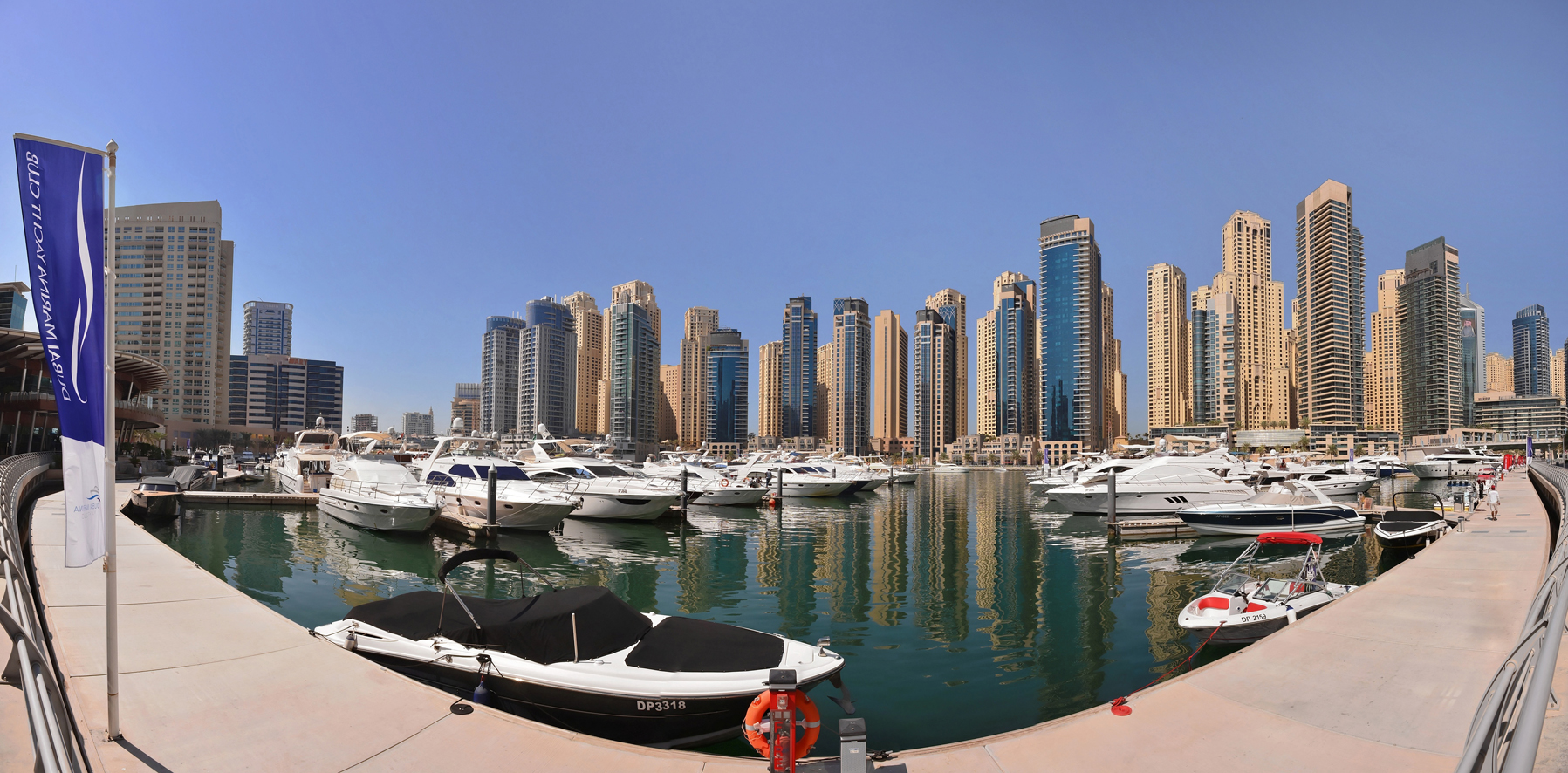
Dubai Marina Panorama.
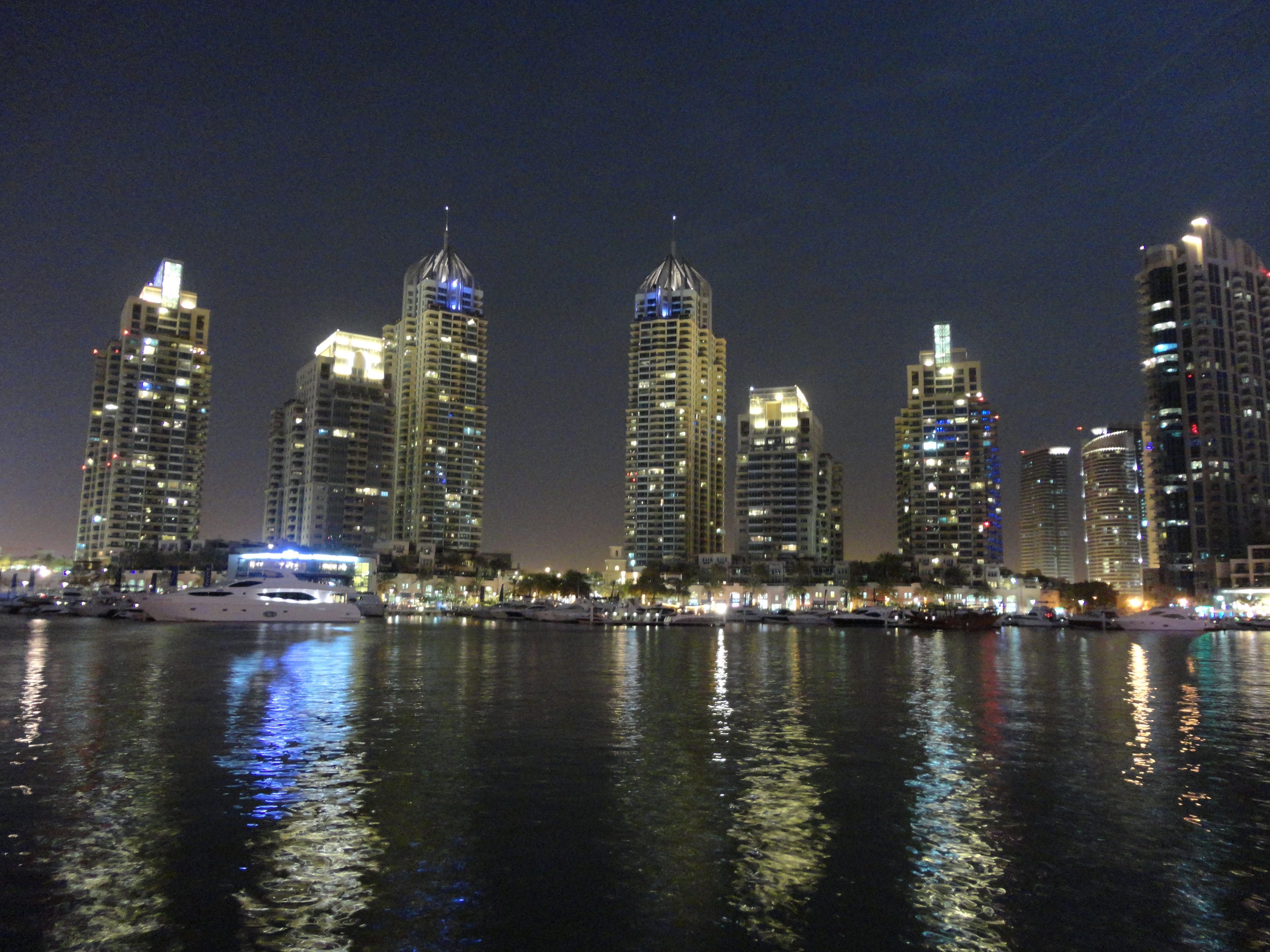
Dubai Marina e il suo mare di notte.
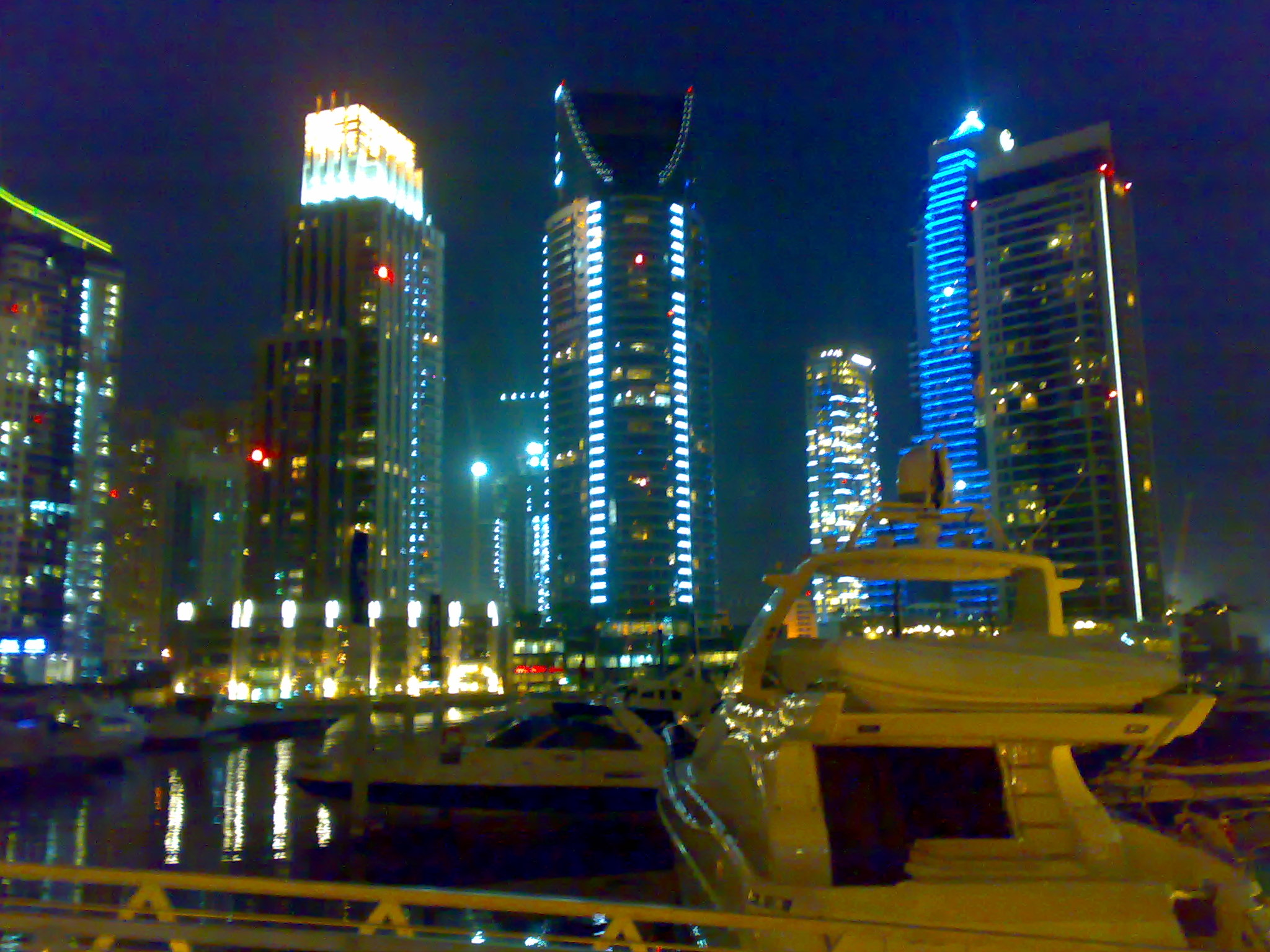
Panorama notturno.
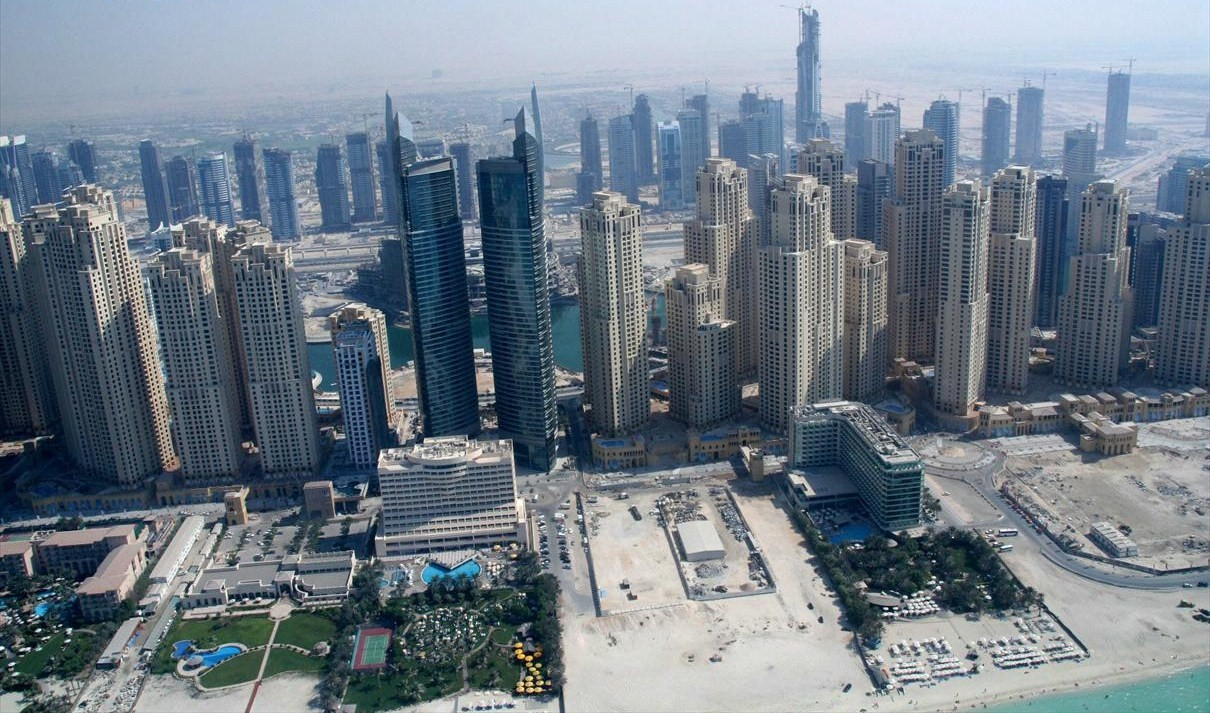
Skyline di Dubai Marina nel 2007.
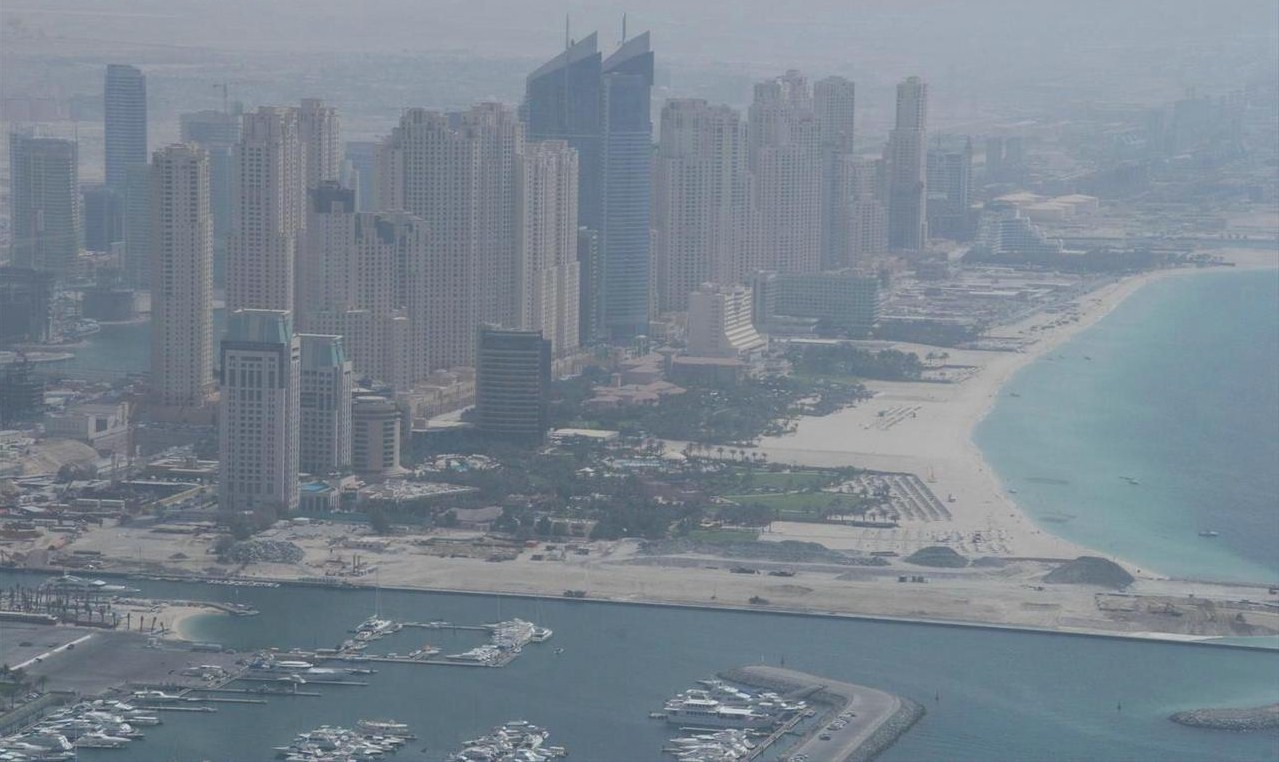
Panorama diurno nel maggio 2007.
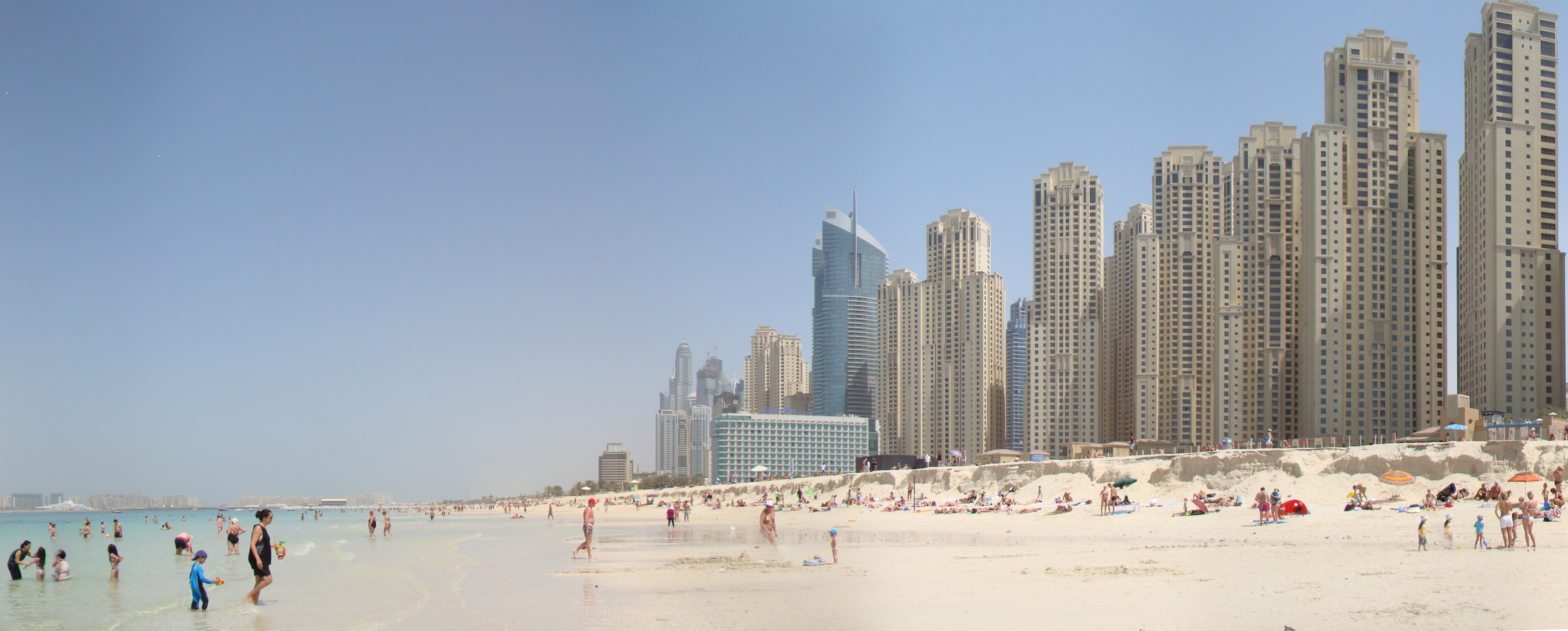
Dubai Marina e la sua spiaggia.
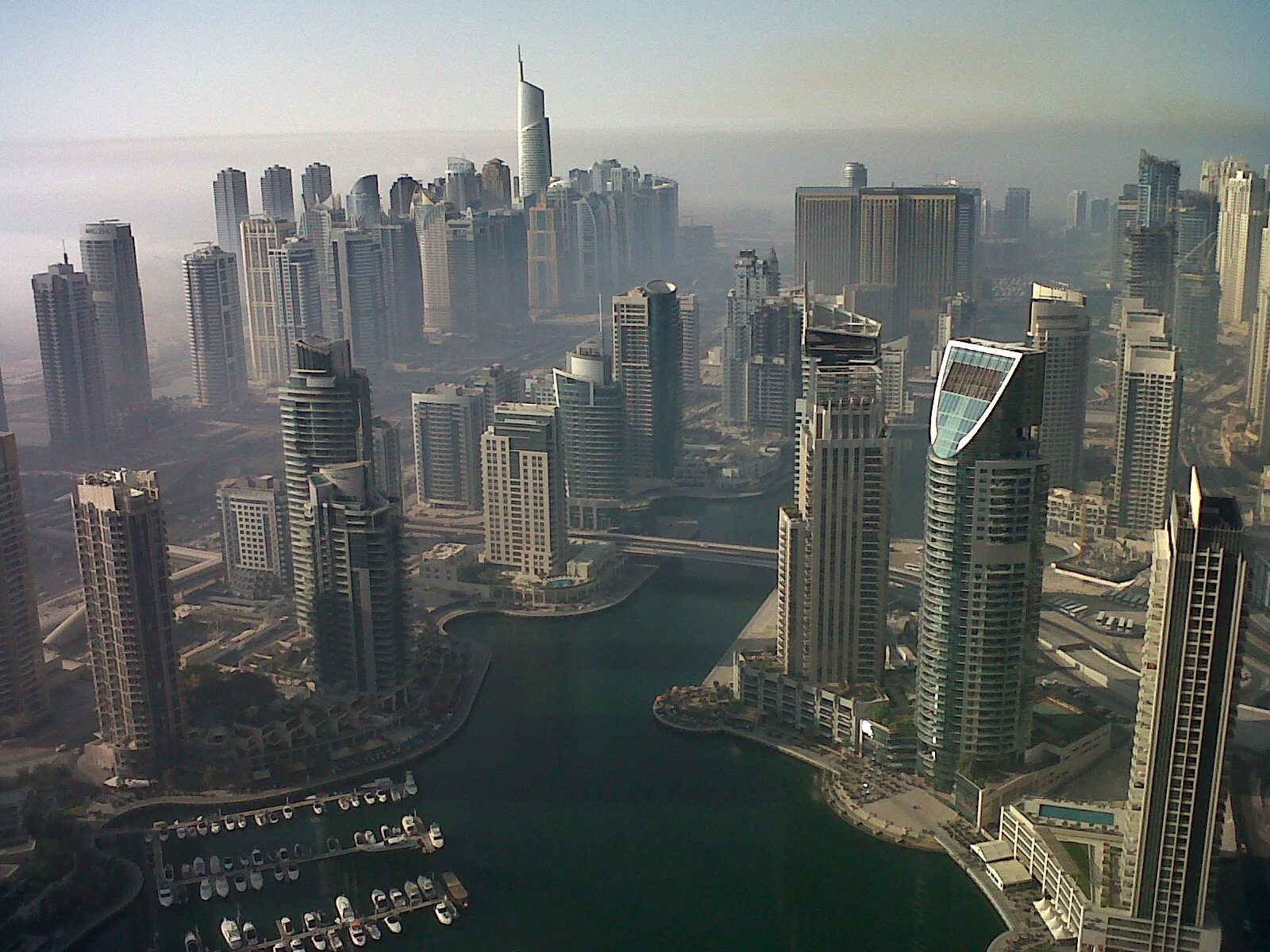
Vista di Dubai Marina dal sessantaquattresimo piano del Marina Torch Tower.